# Кош-дарваза

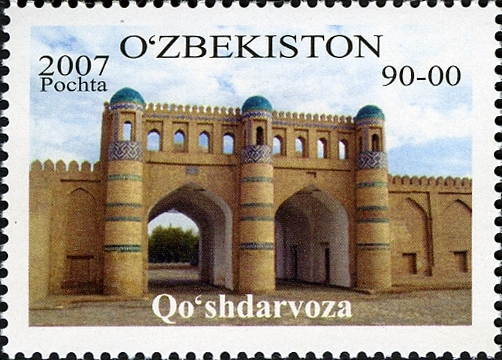
Кош-Дарваза на почтовой марке Узбекистана

Кош-дарваза (нач. XX в., Хива,Узбекистан Дишан-кала) — это северные ворота Дишан-калы, на въезде с Ургенчской дороги. 
Это также многокамерное, пространственно-раскрытое в проезжей части сооружение, ориентированное фасадами на юг и на север.
В плане ворота прямоугольны, асимметричной композиции, с замкнутыми помещениями по сторонам от двойной проезжей части, устроенной как квадратное пространство, перекрытое четырьмя куполами, опирающимися на центральный столб. Стрельчатые арки широко раскрыты: в два пролета — на проходящую под ними проезжую дорогу снаружи и в два пролета — внутри, свободно сообщаясь между собой. По фасаду проезды фланкированы мощными башнями, соединенными поверху сквозной аркатурой — реваком с зубцами-кунгра поверху между голубями куполками угловых башен. Композиция главных фасадов идентична; фасады боковых превратных помещений глухие и архитектурно не разработаны. Помещения различны: западное вытянуто вдоль торца ворот, сообщается с проездом дверными проемами и имеет самостоятельные выходы на главные фасады. В восточном крыле помещены две прямоугольные комнаты, соединенные с проезжей частью, с боковыми и главными фасадами — дверьми. Входы в помещения, которые могли служить караульными, судом, таможней,— с главных фасадов оформлены западающими стрельчатыми нишами.
Купольные отсеки проезжей части перекрыты одинарными сфероконическими куполами на ложно сферических парусах. В боковых помещениях устроены плоские балочные перекрытия.
Главные фасады ворот декорированы горизонтальными поясами кирпичной мозаики на башнях и поверху ревака. Куполки, венчающие башни, облицованы голубыми изразцами. Интерьеры оштукатурены и побелены.
Размеры: общие — 25,0X17,0 м; высота — 9,45 м; пролет  арок проезжей части — 4,2 м.